# Martín Tovar Ponte
Martín Antonio José Francisco Ignacio Bruno Nicolás Damián de la Madre Santísima de la Luz Tovar Blanco y Ponte Mijares (Caracas, Venezuela, 27 de setembro de 1772 - Caracas, Venezuela, 26 de novembro de 1843), foi um estadista, parlamentar, destacado dirigente político da Guerra de independência da Venezuela.
A cidade de Colônia Tovar foi assim nomeada em sua homenagem.